# Roberto Vieri
Roberto Vieri (Prato, Provincia de Prato, Italia, 14 de febrero de 1946) es un exfutbolista italiano. Se desempeñaba en la posición de delantero. Es el padre de los futbolistas profesionales Christian y Massimiliano Vieri.

## Clubes
| Club              | País      | Año         |
| ----------------- | --------- | ----------- |
| A. C. Prato       | Italia    | 1965 - 1966 |
| U. C. Sampdoria   | Italia    | 1966 - 1969 |
| Juventus F. C.    | Italia    | 1969 - 1970 |
| A. S. Roma        | Italia    | 1970 - 1972 |
| Bologna F. C.     | Italia    | 1972 - 1974 |
| Toronto Blizzard  | Canadá    | 1975        |
| Bologna F. C.     | Italia    | 1975 - 1977 |
| Marconi Stallions | Australia | 1977 - 1981 |
| A. C. Prato       | Italia    | 1981 - 1982 |
| Marconi Stallions | Australia | 1982        |

## Palmarés

### Campeonatos nacionales
| Título                 | Club              | País      | Año     |
| ---------------------- | ----------------- | --------- | ------- |
| Copa Italia            | Bologna F. C.     | Italia    | 1973-74 |
| National Soccer League | Marconi Stallions | Australia | 1979    |

### Copas internacionales
| Título       | Club                | País      | Año  |
| ------------ | ------------------- | --------- | ---- |
| Copa Mitropa | A. C. F. Fiorentina | Florencia | 1966 |